# François Konter
François Konter (ur. 20 lutego 1934 w Lasauvage, zm. 29 sierpnia 2018) – piłkarz luksemburski grający na pozycji środkowego obrońcy. W swojej karierze rozegrał 77 meczów w reprezentacji Luksemburga i strzelił w niej 4 gole.

## Kariera klubowa
Karierę piłkarską Konter rozpoczął w klubie Chiers Rodange. W 1950 roku zadebiutował w jego barwach w pierwszej lidze luksemburskiej. Występował w nim do końca sezonu 1960/1961.
Latem 1961 Konter został zawodnikiem belgijskiego Anderlechtu. Przez pięć lat rozegrał w nim 20 ligowych meczów. Z Anderlechtem wywalczył cztery mistrzostwa Belgii w latach 1962, 1964, 1965 i 1966 oraz zdobył Puchar Belgii w 1965 roku.
W sezonie 1966/1967 Konter grał w Crossing Molenbeek, a w latach 1967–1971 - w KAA Gent, w którym zakończył karierę.

## Kariera reprezentacyjna
W reprezentacji Luksemburga Konter zadebiutował 19 października 1955 w przegranym 0:4 towarzyskim meczu ze Szwajcarią, rozegranym w Lugano. W swojej karierze grał w: eliminacjach do MŚ 1958, MŚ 1962, Euro 64, MŚ 1966, Euro 68 i MŚ 1970. Od 1955 do 1969 roku rozegrał w kadrze narodowej 77 meczów i strzelił w nich 4 gole.